# Sergiusz III
Sergiusz III (łac. Sergius III, ur. w Rzymie, zm. 14 kwietnia 911 tamże) – papież w okresie od 29 stycznia 904 do 14 kwietnia 911.

## Życiorys
Pochodził z arystokratycznej, rzymskiej rodziny; przed wyborem na papieża był biskupem Cerveteri. Brał udział w synodzie trupim, a ponieważ był zdecydowanym przeciwnikiem Formozusa, bardzo się ucieszył, gdy ten został potępiony i jego święcenia zostały anulowane (uniemożliwiłoby mu to objęcie Stolicy Piotrowej).
Był dwukrotnie wybierany papieżem. Po raz pierwszy jako następca Teodora II w grudniu 897, ale w krótkim czasie obalony, potępiony i wygnany (wybrany został Jan IX); po raz drugi 29 stycznia 904. Sergiusz III zawdzięczał swój pontyfikat poparciu Teofilakta, konsula Tusculum i jego żony Teodory. Najprawdopodobniej był również ojcem nieślubnego dziecka córki Teodory, Marozji – matki późniejszego papieża Jana XI.
Od niego zaczyna się okres pornokracji. Sergiusz III uważał swój pierwszy wybór na papieża za ważny, więc wszystkich papieży, którzy urzędowali od 897 roku uznał za uzurpatorów. Ponadto uznał synod trupi, unieważnił wszystkie decyzje i święcenia udzielone przez Formozusa i siłą nakazał biskupom, wyświęconym przez zmarłego papieża, do przyjęcia ponownie święceń. Bardzo nieliczni oparli się jego groźbom – m.in. frankijski ksiądz, Auxilius i biskup Neapolu, Stefan.
W trakcie swojego pontyfikatu Sergiusz III odbudował bazylikę laterańską, zniszczoną podczas trzęsienia ziemi w roku 896, a także powstało opactwo w Cluny.
Zmarł w Rzymie i został pochowany w bazylice św. Piotra.